# Abasolo (Coahuila)
Pour les articles homonymes, voir Abasolo.

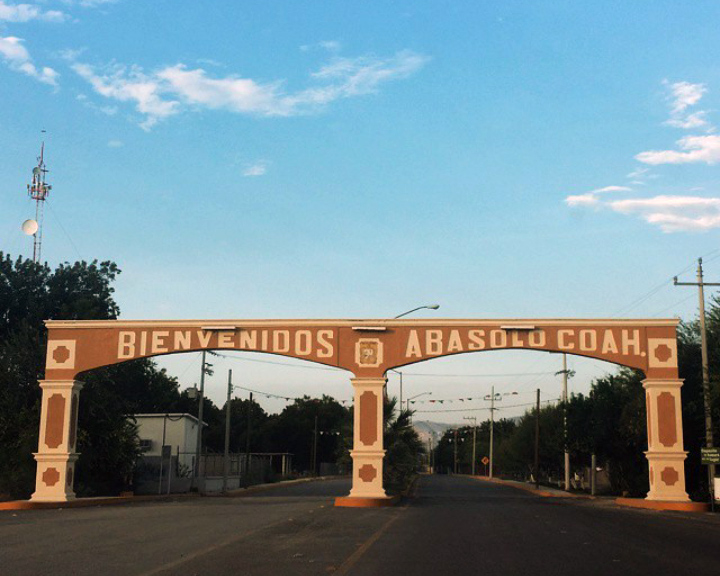

Abasolo est une ville située dans le nord du Mexique, dans la région centre de l'État de Coahuila.

## Étymologie
Le nom provient de Mariano Abasolo (es), héros de la guerre d'indépendance du Mexique.

## Politique
Sergio Alvarado del Toro, membre du PRI est maire de Abasolo depuis 2003.

## Géographie et démographie
Selon le recensement réalisée en 2000 par l'INEGI, Abasolo comptait 1126 habitants (599 hommes et 557 femmes) répartis sur 15 localités.